# 韩国—叙利亚关系
韩国－叙利亚關係（韓語：한국-시리아 관계），是指大韓民國與阿拉伯叙利亚共和國兩國的雙邊關係。叙利亚自1966年7月25日与朝鲜民主主义人民共和国建交，但至2025年4月10日方才与韩国建交。
韩叙兩國沒有在對方首都互設具大使館性質的代表機構，韓國對叙利亚的相關事務由駐黎巴嫩大使館兼轄，叙利亚對韓國的相關事務由叙利亚駐日本大使館兼轄。
此前两国的官方往来不多，2003年9月，韩国议员卞在一曾访问叙利亚，2007年10月，叙利亚阿勒颇大学校长亦曾访问韩国。
2014年，伊斯蘭國进军叙利亚后，叙利亚的安全局势迅速恶化，韩国政府将叙利亚列之旅遊黑名單，并禁止公民前往叙利亚旅行。同時因韓國在以巴衝突中支持以色列，雙方直至2025年4月前都未有建交，直到敘利亞內戰局勢轉變，阿萨德政权垮台。
2025年4月10日，韩国外交部长趙兌烈出访叙利亚首都大马士革，与叙利亚过渡政府外交部长阿萨德·哈桑·希巴尼签署建交公报，两国由此建立外交关系。